# بحث السوق
بحث السوق (بالإنجليزية: Market Research)‏ هو العملية المستمرة القائمة على جمع وتسجيل وتحليل المعلومات والبيانات حول الزبائن والمنافسين والسوق. يُساعد بحث السوق المؤسسة على وضع خطة العمل، وإطلاق المنتجات والخدمات الجديدة، بالإضافة إلى التوسع إلى أسواق أخرى. كما يُساعد بحث السوق على تحديد شريحة السكان التي سوف تشتري وتسخدم المنتجات والخدمات الجديدة وذلك تبعاً لعدة عوامل كالـ العمر، الجنس، المكان، ومستوى الدخل.
دراسة السوق هي دراسة الاحتياجات للخدمات التـي سيقدمها المشروع من اجل الوصول إلى أفضل المعلومات التقديرية عن الطلب المتوقع في السوق المستهدفة. والتـي من خلالها يتم تحديد الأنشطة التـي سيزاولها المشروع والخدمات التـي سيقدمها. ولا تنحصر المعلومات المطلوبة لهذه الغاية في الكم وحسب، بل يجب أن تتعرض إلى بنية الطلب التفصيلية وإلى التوزيع الجغرافي للطلب، والتكلفة أيضا. ومن جانب آخر تجيب دراسة العرض على الكم والكيف والتكلفة أيضا. وكذلك توقع الطلب على هذه الخدمات في الأسواق المستهدفة، وإيراد معلومات عن وضع المنافسة في الأسواق التـي يرغب المشروع الجديد في تقديمها، ومخاطر السوق الأخرى.

## التاريخ
دراسة السوق هي ثمرة ازدهار الإعلانات في فترة التسعينات في الولايات المتحدة. حيث بدأ المعلنون ادراك أهمية الديموغرافية التي كشفت عنها رعاية الإذاعة والتلفزيون، والسعي إلى مزيد من ردود الفعل المباشرة حول أسواقهم.

## أنواع بحث السوق

### بحوث أولية
تعتمد بحوث السوق الأولية على عدة عناصر مثل: مجموعات الحوار والاستبيانات والمقابلات والملاحظة لمعرفة مدى تقبّل الزبائن للخدمات أو المنتجات الجديدة.

### بحوث ثانوية
تعتمد المؤسسة في البحوث الثانوية على المعلومات المجمعة من قبل مصادر أخرى والتي تبدو أنها قابلة للتطبيق على منتجاتها، وأهم ما يُميّز البحوث الثانوية هو انخفاض تكلفتها، إلا أنه في بعض الأحيان قد لا يكون البحث الثانوي مخصصاً لمجال البحث الذي تقوم به المؤسسة، وقد تكون المعلومات المعتمدة قديمة وغير صالحة لأوضاع المؤسسة الحالية.
هناك عدة أسئلة يتم استخدامها عند إجراء بحث السوق، منها:
- ماذا يحدث في السوق؟ ما هي توجهات السوق؟ من هم المنافسون؟
- ماذا يقول المستهلكون حول المنتجات في السوق؟
- ماهي حاجات المجتمع والسوق؟ وهل هي مُحققة من خلال المنتجات الموجودة حالياً؟

### البحوث الكمية
البحوث الكمية: معطيات ثابتة قد تكون احصائات أو كميات المبيعات اوعدد الزبائن الفعلين وهي عبارة عن ارقام.
- أهم التقنيات المستخدمة في البحوث الكمية؟

المقابلات الطرقية -المقابلات الشخصية - المقابلات الهاتفية -البريد الإلكتروني.

### بحوث نوعية
البحث النوعي (Qualitative research) هو وسيلة لتحقيق المعتمد في العديد من التخصصات الأكاديمية المختلفة، تقليديا في مجال العلوم الاجتماعية، ولكن أيضا في أبحاث السوق وسياقات أخرى.الباحثون النوعيون يهدفون إلى التعمق في فهم سلوك الإنسان، والأسباب التي تحكم هذا السلوك. الأسلوب النوعي يتحقق في أسباب وكيفية اتخاذ القرارات، وليس فقط ماذا وأين ومتى. ولهذا، هناك الحاجة إلى التركيز على عينات أصغر، بدلا من عينات كبيرة.
أيضاً البحوث النوعية: معطيات متغيرة تدرس عادات ورغبات واتجاهات الزبائن ولا يمكن وضعها ضمن ارقام.
- أهم التقنيات المستخدمة في البحوث النوعية؟

غرف الدردشة - المقابلات الشخصية - مندوبي المبيعات - مجموعات التركيز(وهي عبارة عن عدة اشخاص متواجدين بمكان واحد يدير أحدهم الحوار ويحضرهم خبراء تسويق الشركة هدفها الحصول على افكار مبدعة وخلاقة من خلال اجتماعهم وقيامهم بالعصف الذهني الذي يعطينا حلول وأفكار كثيرة من كل منهم)

### بحوث وصفية
البحث وصفي، معروف أيضا بالبحث الإحصائي، يصف بيانات حول خصائص السكان أو الظواهر. البحث الوصفي يجيب عن الأسئلة: من وماذا وأين ومتى وكيف. الهدف الرئيسي من هذا البحث هو وصف بيانات وخصائص ما هو قيد الدراسة. الفكرة الكامنة وراء هذا النوع من البحث هو دراسة الترددات، والمتوسطات وغيرها من الحسابات الإحصائية. على الرغم من أن هذا البحث دقيق جدا، ولكنة لا يشمل الأسباب التي تكمن وراء وضع ما. البحث الوصفي يُنفذ عندما الباحث يريد التوصل إلى فهم أفضل لموضوع معين.

## تخطيط الأعمال من خلال بحث السوق
يهدف بحث السوق إلى اكتشاف حاجات ورغبات الناس والعملاء، ومعرفة اعتقاداتهم وسلوكهم تجاه المنتجات والخدمات الجديدة. فور الانتهاء من إجراء بحث التسويق تبدأ عملية التسويق للمنتج بالاعتماد على النتائج التي حصلنا عليها من خلال البحث.
لإقلاع أي عمل هناك العديد من الأمور الهامة الواجب أخذها بعين الاعتبار، منها:

### معلومات السوق
تشمل معلومات السوق على معرفة أسعار البضائع الموجودة في السوق بالإضافة لمعرفة نسبة العرض والطلب على هذه البضائع.
أمثلة حول بعض الأسئلة التي تُساعدنا على معرفة هذه المعلومات:
- من هم العملاء؟
- أين يسكن العميل، وكيف يمكن الاتصال به؟
- ماهي الكمية والنوعية التي يحتاجها العملاء؟
- ماهو الوقت الأنسب للبيع؟

### تجزئة السوق
هي تقسيم السوق إلى مجموعات جزئية، ويتم هذا التقسيم بالاعتماد على عدة قواعد منها: الاختلافات حسب المناطق الجيوغرافية، الاختلافات حسب الشخصيات، الاختلافات حسب العوامل الديموغرافية، وعوامل أخرى.
التعريف الصحيح لتجزئة السوق هي عملية تقسيم السوق إلى أقسام محددة من العملاء بحيث يحتوي على مجموعة من العملاء ذات الحاجات والخصائص المتشابهة أو المتقاربة، وبما يمكن كل قسم من التجاوب مع المزيج التسويقي الخاص به الذي تعده المنشاة ويعتبر كل قسم على حده بمثابة سوق مرتقبة .

### توجّه السوق
حركة السوق صعوداً أو هبوطاً خلال فترة معينة من الوقت.

### أمور أخرى
هناك أمور أخرى متعلقة بالمنافسين والزبائن والمنتجات.

## دراسة السوق للتجارة والتخطيط
سبب قيامنا بدراسة السوق هو اكتشاف ما يريده الناس، وما يحتاجونه، وما يعتقدون فيه. كما يمكن أن ينطوي على اكتشاف كيف يتصرفون. بمجرد أن تكتمل الدراسة، فإنه يمكن استخدامها لتحديد كيفية تسويق المنتج الخاص بك.
من الادوات المُستخدمة في دراسة الاسواق: الاستبيانات ومناقشات مجموعات الدراسة والاستقصاءات.
هناك بعض الأمور الهامة الواجب أخذها في الحسبان عند بدء عمل تجاري:
- معلومات السوق

من خلال معلومات السوق يمكنك معرفة أسعار السلع المختلفة في السوق، ووضع العرض والطلب. ويمكن الحصول على معلومات عن الأسواق من مصادر مختلفة وبأنواع وأشكال مختلفة.
- تقسيم السوق

تقسيم السوق يقصد به تقسيم السوق أو السكان إلى مجموعات فرعية ذات دوافع متماثلة. وهو يستخدم على نطاق واسع للتقسيم على عدة أُسُس مثل الاختلافات الجغرافية، اختلافات الشخصية، الاختلافات الديموغرافية، الاختلافات التكنوجرافية، اختلافات كيفية استخدام المنتج، والاختلافات السيكوجرافية وأيضا الفوارق بين الجنسين.
- اتجاهات السوق

هي حركات الصعود والهبوط للسوق خلال فتر معينة. من الصعب تحديد حجم السوق إذا كانت عملك في منتج جديد تماما. ففي هذه الحالة، سيجب عليك استنتاج الأرقام من عدد العملاء المرتقبين أو شرائح العملاء. [Ilar 1998]
لكن إلى جانب المعلومات عن السوق المستهدفة، فستحتاج أيضا إلى معلومات عن منافسيك، عملاءك، المنتجات الخ. وأخيرا، تحتاج إلى قياس فعالية التسويق. وهناك عدة أساليب منها:
- تحليل العملاء
- تصميم الاختيار
- تحليل المنافسين
- تحليل المخاطر
- دراسة المنتج
- الإعلان عن الدراسة
- تصميم المزيج التسويقي

## الأداء المالي

### العشرة الأوائل في قطاع دراسة السوق 2006
| المرتبة | شركة                | المبيعات في عام 2006 (مليون دولار) | نسبة النمو |
| ------- | ------------------- | ---------------------------------- | ---------- |
| 1       | نيلسن               | 3,696.0                            | 2.6        |
| 2       | آي ام اس هيلث       | 1,958.6                            | 8.9        |
| 3.      | تيلور نيلسون سوفريس | 1,851.1                            | 2.5        |
| 4       | مجموعة قنطار        | 1,401.4                            | 4.1        |
| 5       | جي إف كي إيه جي     | 1,397.3                            | 5.4        |
| 6.      | ابسوس               | 1,077.0                            | 6.5        |
| 7       | سينوفيت             | 739.6                              | 9.5        |
| 8       | آي آر آي            | 665.0                              | 6.6        |
| 9.      | ويستات              | 425.8                              | 0.8        |
| 10      | أربيترون            | 329.3                              | 5.9        |

## روابط إضافية
- أعلى 50 - 2007 تقرير أعمال يغطي اللاعبين الكبار في الولايات المتحدة في صناعة بحوث التسويق. كل ملف شركة يستعرض قيادة المنظمة، الإيرادات، ومصالح تجارية مستمرة وجديدة. ومُدرج أيضا رسم بياني يوضح المنظمات ال50 العلوية لتسهيل الرجوع إليها.